# 麦麦提依明·努尔麦麦提
麦麦提依明·努尔麦麦提（英語：Mamat Imin Nurmamat，1983年6月5日—），维吾尔族，恐怖组织东突厥斯坦伊斯兰运动成员，为中华人民共和国公安部认定通缉的第三批东突分子之一，被国际刑警组织通缉。

## 犯罪活动
2009年7月，麦麦提依明·努尔麦麦提伙与他人购置和制作刀具、燃烧瓶，计划在中国新疆莎车县中心地区放火、杀人。中国公安机关破案后，努尔麦麦提畏罪潜逃。同年10月，麦麦提依明-努尔麦麦提再次纠集他人购买制爆物品，秘密制作爆炸装置。一行人在中国新疆莎车县某民居制爆过程中引发爆炸，造成1死1伤。案发后，努尔麦麦提逃往境外。年底，努尔麦麦提非法出境，于2010年在南亚某国参加东突厥斯坦伊斯兰运动恐怖活动组织，并接受恐怖培训。
2011年，努尔麦麦提受组织指派，前往东南亚某国，拉拢蛊惑具有极端思想人员加入“东伊运”恐怖活动组织，并协助有关人员赴南亚地区参加恐怖培训。